# Mecosaspis viridis
Mecosaspis viridis là một loài bọ cánh cứng trong họ Cerambycidae.